# تانیا آتووتر
تانیا آتووتر (متولد ۱۹۴۲) یک ژئوفیزیک‌دان و زمین‌شناس دریایی آمریکایی است که در زمینه تکتونیک صفحه‌ای تخصص دارد. او به‌ویژه به دلیل پژوهش‌های اولیه خود دربارهٔ تاریخچه تکتونیک صفحه‌ای در غرب آمریکای شمالی شهرت دارد.

## اوایل زندگی و تحصیلات
آتووتر در سال ۱۹۴۲ در لس‌آنجلس، کالیفرنیا متولد شد. پدر او یک مهندس و مادرش گیاه‌شناس بود. آتووتر یکی از اولین زنانی بود که بستر اقیانوس را از نظر زمین‌شناسی بررسی کرد.
آتووتر تحصیلات خود را در سال ۱۹۶۰ در مؤسسه فناوری ماساچوست آغاز کرد و در سال ۱۹۶۵ مدرک کارشناسی ژئوفیزیک خود را از دانشگاه کالیفرنیا، برکلی دریافت کرد. او در سال ۱۹۷۲ دکترای خود را در ژئوفیزیک دریایی از مؤسسه اقیانوس‌شناسی اسکریپس در دانشگاه کالیفرنیا، سن دیگو دریافت کرد.
او مدیر مرکز چندرسانه‌ای آموزشی و بصری‌سازی دانشگاه کالیفرنیا، سانتا باربارا است، جایی که او استاد برجسته علوم زمین‌شناسی نیز بود. پیش از پیوستن به هیئت علمی UCSB در سال ۱۹۸۰، او در مؤسسه فناوری ماساچوست نیز تدریس می‌کرد. آتووتر در سال ۲۰۰۷ از UCSB بازنشسته شد.

## حرفه
آتووتر استاد تکتونیک در گروه علوم زمین‌شناسی بود، که اکنون به گروه علوم زمین تغییر یافته است، در دانشگاه کالیفرنیا، سانتا باربارا قبل از بازنشستگی. او نویسنده و هم‌نویسنده ۵۰ مقاله در مجلات بین‌المللی، جلدهای حرفه‌ای و گزارش‌های مهم بود. هفت مورد از این مقالات در مجلات Nature یا Science منتشر شدند.
در سال ۱۹۷۵، او به‌دلیل فعالیت‌هایش در تکتونوفیزیک به عضویت اتحادیه ژئوفیزیک آمریکا درآمد. از سال ۱۹۷۵ تا ۱۹۷۷، آتووتر دریافت‌کننده فلوشیپ تحقیقاتی اسلون در فیزیک بود. در سال ۱۹۸۴، او جایزه تشویقی از انجمن زمین‌شناسان زن را دریافت کرد.
آتووتر به‌دلیل مشارکت‌هایش در ژئوفیزیک دریایی و تکتونیک، به عضویت آکادمی ملی علوم ایالات متحده درآمد. او در سال ۲۰۱۹ بالاترین جایزه انجمن زمین‌شناسی آمریکا، مدال پنروز، را دریافت کرد. در سال ۲۰۲۲، او مدال وولاستون، بالاترین جایزه انجمن زمین‌شناسی لندن، را دریافت کرد.

### اکتشافات علمی
آتووتر در سفرهای اقیانوس‌شناسی با استفاده از ابزارهای کشیده‌شده در عمق برای بررسی کف اقیانوس مشارکت داشت. تا به امروز، او در ۱۲ غواصی آب‌های عمیق با زیردریایی اعماق اقیانوس آلوین شرکت کرده است. او فرآیندهای آتشفشانی-تکتونیکی مسئول برای ایجاد پوسته جدید اقیانوسی در مرکزهای گسترش کف دریا را مطالعه کرد. در سال ۱۹۶۸، او هم‌نویسنده یک مقاله پژوهشی بود که کار پیشگامانه‌ای در مورد طبیعت گسسته مرکزهای گسترش ارائه کرد.
همراه با جک کورلیس، فرد اسپیس و کنت مک‌دونالد، او نقش‌های کلیدی در سفرهایی ایفا کرد که زیست‌شناسی متمایز چشمه‌های گرم کف اقیانوس را آشکار کردند و منجر به کشف دودکش‌های سیاه با دماهای بالا، دریچه‌های هیدروترمال زیر دریا، در طول پروژه RISE شدند.
در تحقیقات آتووتر دربارهٔ گسل‌های انتشار در نزدیکی جزایر گالاپاگوس، او کشف کرد که گسل‌های انتشار زمانی ایجاد می‌شوند که مرکزهای گسترش در امتداد کف دریا توسط حرکات تکتونیکی یا ماگما مختل شوند و به‌ناچار برای تنظیم مجدد جهت تغییر کنند. این موضوع به توضیح الگوی پیچیده کف دریا کمک کرد.
آتووتر شاید بیشتر به خاطر تحقیقات خود دربارهٔ تاریخچه تکتونیک صفحه‌ای غرب آمریکای شمالی شناخته شود. او دو مقاله تحقیقاتی مهم نوشت که به شرح تاریخچه تحول تکتونیک صفحه‌ای آمریکای شمالی و مشکلات تکتونیکی گسل سان آندریاس پرداختند و در مستندسازی تاریخچه این گسل کمک کردند.
او همچنین به مطالعه تحول هندسی پرداخت و رکوردهای حرکت صفحات جهانی را با رکوردهای زمین‌شناسی قاره‌ای منطقه‌ای مقایسه و یکپارچه کرد. او روابط نوظهوری را کشف کرد که منشأ بسیاری از ویژگی‌های زمین‌شناسی بزرگ‌مقیاس را آشکار ساختند (مانند کوه‌های راکی، یلوستون، دره مرگ، آتشفشان‌های کسکید و رشته‌کوه‌های ساحلی کالیفرنیا).
مقاله تحقیقاتی آتووتر، «پیامدهای تکتونیک صفحه‌ای برای تحول تکتونیکی دوران سنوزوئیک غرب آمریکای شمالی»، چارچوب اساسی برای تکتونیک صفحه‌ای غرب آمریکای شمالی را بنیان نهاد.
در کارهایش، او توضیح می‌دهد که حدود ۴۰ میلیون سال پیش، صفحه فارالون در زیر صفحه آمریکای شمالی و صفحه اقیانوس آرام فرومی‌رفت. نیمه پایینی صفحه فارالون به‌طور کامل در زیر جنوب کالیفرنیا فرورفت و نیمه بالایی آن فرونرفت، که بعدها به عنوان صفحه خوان دو فوکا شناخته شد. از آنجایی که بخش جنوبی فارالون کاملاً ناپدید شد، مرز جنوب کالیفرنیا اکنون بین صفحه اقیانوس آرام و صفحه آمریکای شمالی قرار گرفت. گسل سان آندریاس منحصر به فرد است زیرا به عنوان یک خط گسل عمده و همچنین یک مرز بین صفحه اقیانوس آرام و صفحه آمریکای شمالی عمل می‌کند.
او این تحقیق را در سال ۱۹۸۹ به‌روزرسانی کرد.